# Nikolai Nikolov-Zikov
 (janvier 2021).
La mise en forme du texte ne suit pas les recommandations de Wikipédia : il faut le « wikifier ».
Les points d'amélioration suivants sont les cas les plus fréquents :
- Les titres sont pré-formatés par le logiciel. Ils ne sont ni en capitales, ni en gras.
- Le texte ne doit pas être écrit en capitales (les noms de famille non plus), ni en gras, ni en italique, ni en « petit »…
- Le gras n'est utilisé que pour surligner le titre de l'article dans l'introduction, une seule fois.
- L'italique est rarement utilisé : mots en langue étrangère, titres d'œuvres, noms de bateaux, etc.
- Les citations ne sont pas en italique mais en corps de texte normal. Elles sont entourées par des guillemets français : « et ».
- Les listes à puces sont à éviter, des paragraphes rédigés étant largement préférés. Les tableaux sont à réserver à la présentation de données structurées (résultats, etc.).
- Les appels de note de bas de page (petits chiffres en exposant, introduits par l'outil «  Source ») sont à placer entre la fin de phrase et le point final[comme ça].
- Les liens internes (vers d'autres articles de Wikipédia) sont à choisir avec parcimonie. Créez des liens vers des articles approfondissant le sujet. Les termes génériques sans rapport avec le sujet sont à éviter, ainsi que les répétitions de liens vers un même terme.
- Les liens externes sont à placer uniquement dans une section « Liens externes », à la fin de l'article. Ces liens sont à choisir avec parcimonie suivant les règles définies. Si un lien sert de source à l'article, son insertion dans le texte est à faire par les notes de bas de page.
- La présentation des références doit suivre les conventions bibliographiques. Il est recommandé d'utiliser les modèles {{Ouvrage}}, {{Chapitre}}, {{Article}}, {{Lien web}} et/ou {{Bibliographie}}. Le mode d'édition visuel peut mettre en forme automatiquement les références.
- Insérer une infobox (cadre d'informations à droite) n'est pas obligatoire pour parachever la mise en page.

Pour une aide détaillée, merci de consulter Aide:Wikification.
Si vous pensez que ces points ont été résolus, vous pouvez retirer ce bandeau et améliorer la mise en forme d'un autre article.
Nikolay Nikolov-Zikov (en bulgare: Николай Николов-Зиков, également connu sous le nom de Nikolay Zikov) est un artiste, sculpteur et dissident politique bulgare. Ses peintures appartiennent à des collections privées et à des galeries en Bulgarie et à l'étranger.

## Biographie
Il est né à Sofia le 7 août 1946, dans la famille de Petar Atanasov-Zikov et Nadezhda Evtimova. En 1967, il est diplômé du lycée d'art, et en 1974 de la peinture décorative et monumentale au Académie nationale des arts la classe du professeur Mito Ganovski.
Après avoir obtenu son diplôme, Nikolay Zikov a participé à sa première exposition. Les plus caractéristiques de ses œuvres sont les parcelles surréalistes et les paysages avec des rochers. En 1977, sa peinture "Chanson politique" a provoqué la controverse lors d'une exposition d'art commune à Dobrich (alors Tolbuhin), car elle comprenait une image de l'artiste surréaliste Salvador Dali, que les régimes communistes n'aimaient pas.

### Conflit avec le régime communiste
Un scandale a suivi en 1979, lorsque son tableau "Ballade du bulgare" n'a pas été autorisé à participer à une exposition sur les accusations d'être un fasciste. Au lieu de se plier aux exigences du régime, cependant, Nikolay Zikov a brossé un nouveau tableau encore plus provocateur, qu'il a appelé "Socialisme ordinaire".
Il lui propose de participer à l'exposition internationale de la jeunesse, qui doit se tenir en 1980 à Sofia. La toile a été rejetée et l'artiste a été convoqué par les services secrets et informé que plus aucune de ses peintures ne serait autorisée à participer à des expositions. Dans les années suivantes, il crée le cycle du "XXe siècle", des peintures surréalistes aux messages anti-totalitaires, s'efforce de les faire entrer dans des expositions, mais à chaque fois il est refusé.

### Activité syndicale
Depuis 1981, Nikolay Zikov travaille dans le département marketing de la société de commerce extérieur Mashinoexport. Au cours des années suivantes, il a développé de nombreux produits publicitaires de pointe pour le marché en France, en Italie, en Allemagne et au Royaume-Uni. Lorsque le premier syndicat indépendant "Podkrepa" (sur le modèle de la "Solidarność" polonaise) a été créé en Bulgarie en 1988, Nikolay Zikov est devenu son fondateur et a fait de son logo - l'un des emblèmes bulgares les plus caractéristiques. A cette occasion, il a été licencié et a perdu son emploi.

### Œuvres monumentales
Après la démocratisation de la Bulgarie en 1989, Nikolay Zikov a créé une agence de publicité travaillant non seulement dans le domaine de la publicité visuelle, mais aussi dans la conception architecturale, la synthèse dans les arts intérieurs et extérieurs et les arts décoratifs et monumentaux. Son travail comprend des mosaïques et des sculptures métalliques au stade "Gueorgi Asparoukhov" à Sofia; mosaïques et sculptures métalliques de la piscine "Spartacus" à Sofia; relief en pierre de Radon Todev à Bansko (en équipe); les plastiques en laiton, les murs décoratifs et les vitraux à Smyadovo; les plastiques en laiton à Bozhurishte; les plastiques en laiton dans la station balnéaire d'Albena; mosaïque à Madan (en collectif), plaques commémoratives, etc.
Parmi ses œuvres monumentales particulièrement intéressantes figurent les mosaïques et sculptures de têtes de lion dans la paire de thermes de Kyustendil, les icônes en plastique de Jean de Rila à l'Université des mines et de géologie de Sofia (2002), la composition sculpturale "Jan Bibian and the Devil Fut" à Sofia (2006) et le Monument aux pilotes tombés dans le ciel au-dessus de Sofia en 1943 et 1944 à Sofia (2010).

### Revenir
En 2020, Nikolay Zikov a organisé sa première exposition personnelle dans la galerie du ministère bulgare de la Culture "Sredets". L'exposition s'appelle "XXe siècle" et ne comprend que des œuvres créées dans les années 70 et 80, qui étaient interdites et interdites de participer à des expositions. La presse bulgare a largement couvert l'événement et a qualifié Zikov de "maître interdit". Fin 2020, une monographie sur l'œuvre de l'artiste, l'œuvre du critique d'art Lyudmil Veselinov, a été publiée (en bulgare et en anglais).
Nikolay Zikov est marié au célèbre médecin bulgare, le Dr Galina Shopova, avec qui ils ont deux fils - le politicien Petar Nikolov-Zikov et l'artiste Stoyan Nikolov-Zikov.